# 4Players
4Players — немецкий онлайн-журнал, посвящённый видеоиграм.

## История
Компания 4Players GmbH была создана в мае 2000 года интернет-агентством Active Newmedia GmbH совместно с Freenet AG. В августе того же года компания 4Players GmbH запустила веб-сайт 4Players. Freenet AG продала 4Players GmbH компании Computec Media в декабре 2012 года; покупка вступила в силу 1 января 2013 года. 30 июня 2020 года владелец Computec Media, Marquard Group, передал 4Players GmbH недавно созданной компании 4Players AG. В августе 2021 года сайт объявил, что должен закрыться 31 октября 2021 года. Следовательно, 40 из 50 сотрудников 4Player GmbH уволены, а остальные продолжат управлять другими предприятиями компании. Вскоре после публикации последней статьи компания 4Players AG сообщила, что поступило несколько предложений продолжить работу сайта. Репортажи возобновились 11 ноября с Матиасом Ортелем в качестве исполняющего обязанности редактора и несколькими внештатными сотрудниками, которые номинально работают в Computec.